# Невил Хендерсън
Невил Мейрик Хѐндерсън (на английски: Nevile Meyrick Henderson) е английски дипломат.
Роден е на 10 юни 1882 година в Нътхърст, графство Съсекс, в благородническо семейство. Завършва Итънския колеж и от 1905 година работи във външното министерство. Посланик е на Великобритания в Югославия (1929 – 1935), Аржентина (1935 – 1937) и Германия (1937 – 1939). По време на престоя си в Берлин се сближава с висшия националсоциалистически функционер Херман Гьоринг, често заема прогермански позиции и участва активно във формулирането на британската политика на умиротворяване. След провала на Мюнхенското споразумение през пролетта на 1939 година губи доверието на правителството, но остава посланик до началото на войната между Великобритания и Германия през септември.
Невил Хендерсън умира от рак на 30 декември 1942 година в Лондон.